# Вирџинија Макена
Дама Вирџинија Ен Макена (Лондон, 7. јун 1931) је британска позоришна и филмска глумица, ауторка, активисткиња за права животиња и активисткиња за дивље животиње. Најпознатија је по филмовима Град као Алиса (1956), Исклеши њено име са поносом (1958), Рођен слободан (1966) и Прстен светле воде (1969), као и по раду са Фондацијом Борн Фри.

## Рани живот
Мекена је рођена у Мерилебону у позоришној породици и школовала се у Heron's Ghyll School, бившем независном интернату у близини тржишног града Хоршама у Сасексу. Провела је шест година у Јужној Африци пре него што се вратила у школу са четрнаест година, након чега је похађала Royal Central School of Speech and Drama, у то време са седиштем у Royal Albert Hall у Лондону.

## Каријера
Са 19 година, Мекена је провела шест месеци у Dundee Repertory Theatre. Радила је на сцени у лондонском позоришту West End of London, дебитујући у представи Пени за песму. Привукла је пажњу на ТВ-у појављивањем у Зимској причи са Џоном Гилгудом и Shout Aloud Salvation.
Мекенин први филм био је The Second Mrs Tanqueray (1952.), након чега је уследила комедија Father's Doing Fine (1952). Имала је мању улогу у популарном ратном филму The Cruel Sea (1953.) и бољу улогу у нискобуџетној комедији The Oracle (1953). Добила је одличне критике за свој сценски наступ у The River Line. До јуна 1953. појавила се у Вест Енд продукцији The Bad Samaritan William Douglas Home.
Од 1954. до 1955. била је члан позоришне дружине The Old Vic, глумећи у представама Henry IV и Richard II, и била је удата неколико месеци 1954. године за глумца Denholm Elliott, кога је упознала на снимању филма The Cruel Sea. Њихов брак је прекинут због његових афера са мушкарцима. Године 1957. удала се за глумца Bill Travers, са којим је имала четворо деце и са којим је остала у браку до његове смрти 1994. године.
Мекена се вратио филмовима са Simba (1955.), драмом о устанком Мау Мау, играјући љубавни интерес Дирка Богарда. Ранк је са њом потписао дугорочни уговор[10], а режисер Brian Desmond Hurst је рекао: „Она има сјајну будућност, са којом се правилно рукује. Она има све квалитете младог Бергмана и младе Кетрин Хепберн. Мекена је такође била у филму The Ship That Died of Shame (1955.).

### Слава
Вирџинији Мекени је додељена главна улога у ратној драми A Town Like Alice  (1956), заједно са Питером Финчом. Филм је био велики хит на благајнама, а Мекена је за своју улогу освојила награду БАФТА за најбољу глумицу. Излагачи су је прогласили за четврту најпопуларнију британску звезду. У октобру 1956. године, Џон Дејвис, генерални директор Ранка, најавио ју је као једног од глумаца под уговором за које је Дејвис мислио да ће постати међународна звезда.
Траверс и Мекена су добили понуду да оду у Холивуд да би се појавили у филму The Barretts of Wimpole Street (1957). Траверс је играо Роберта Браунинга, а Мекена је имао улогу подршке сестри Елизабет Барет Браунинг. Филм је пропао на благајнама. Исте године, Траверс и Мекена, заједно са Маргарет Радерфорд и Питером Селерсом, играли су заједно у комедији Најмањи шоу на Земљи, снимљеној у Британији.
Вирџинија Мекена је имала још један хит са Carve Her Name with Pride (1958.), глумећи агентицу СОЕ из Другог светског рата Виолету Сабо. Била је номинована за још једну награду БАФТА и проглашена је за пету најпопуларнију британску звезду 1958. (и девету по популарности без обзира на националност).
Вирџинија Мекена и Бил Траверс су се поново ујединили у филму Passionate Summer (1959.), а затим је имала подршку у МГМ-овој филму The Wreck of the Mary Deare (1959). Мекена и Траверс су такође били у филму Two Living, One Dead (1961.), снимљеном у Шведској. Била је у филму A Passage to India, адаптацији истоименог романа, снимљеног за ББС 1965. године.

### Born Free
Мекена је остала упамћена по улози Joy Adamson из 1966. године у стварном филму Born Free за који је добила номинацију за Златни глобус. То није био само велики успех на благајнама, већ и животно искуство за њу и њеног супруга Била Траверса који је глумио са њом, глумећи чувара дивљачи и чувара природе Џорџа Адамсона. Искуство их је довело до тога да постану активни поборници права дивљих животиња, као и заштите њиховог природног станишта.
Мекена и Траверс су глумили у још једној причи са животињским темама, Ring of Bright Water (1969.), али није успела да парира успеху Борн Фрее.
Мекена се појавила у филму An Elephant Called Slowly. У филму се појављују њен блиски пријатељ, заштитник природе Џорџ Адамсон, као и слонови Елеанор (коју је васпитала заштитница природе Daphne Sheldrick) и млада Пољакиња. Накнадна прерана смрт Поле Полеа у лондонском зоолошком врту довела је до тога да су Мекена и њен муж основали Зоо Цхецк 1984. са својим најстаријим сином Вилом Траверсом. Zoo Check је преименован у Борн Фрее Фоундатион 1991. године. Године 1984. Вирџинија Мекена је учествовао у протесту против лоших услова у зоолошком врту Саутемптона који је затворен годину дана касније.

### Каснија каријера
Вирџинија Мекена је повремено глумио у филмовима, посебно у Waterloo (1970.), Swallows and Amazons (1974.), The Gathering Storm (1974.) и Beauty and the Beast (1976.).
На сцени је 1979. године освојила Оливијеову награду за најбољу глумицу у британском мјузиклу за свој наступ са Јулом Бринером у филму Краљ и ја. Током година појавила се у више филмова, али је такође била веома активна са телевизијским улогама и на она наставља да се повремено појављује.
Мекена је такође био одговоран за помоћ у стварању и опремању Музеја Гевина Максвела на Ајлин Бану, последњем острвском дому Максвела, аутора и природњака, најпознатијег по својој књизи Ring of Bright Water. Вирџинија Мекена и супруг Бил Траверс глумили су у филмској адаптацији књиге из 1969. године.
Вирџинија Мекена је и даље активно укључена у Born Free Foundational као повереник.

## Награде
Мекена је именована за официра Ордена Британског царства у догађају New Year Honours, новогодишњим почастима за заслуге дивљим животињама и уметностима 2004. године и за Даме команданта Ордена Британске империје у Новогодишњим почастима за заслуге дивљим животињама 2023. очување и добробит дивљих животиња.

## Приватни живот
Вирџинија Мекена и Бил Траверс су имали четворо деце заједно, од којих је једно Will Travers. Она је бака глумице Лили Траверс.
Године 1975. објавила је албум са дванаест песама под називом Два лица љубави, који је укључивао две њене композиције и отпевану верзију песме „Живот који имам“ из филма Исклеши њено име са поносом. Плоча је објављена за издавачку кућу Голд Стар са два цртежа Мекене од стране њене снаје Линден Траверс, али су они замењени фотографијом када је албум поново издат за the Rim label (издавачка кућа Рим) 1979. године.
Њен рад на аудио књигама укључује The Secret Garden (Тајни врт Френсис Хоџсон Бернет) и нарацију The Lonely Doll (Усамљене лутке) Даре Рајт.
Вирџинија Макена је вегетаријанац. Она је покровитељ Cinnamon Trust, националне добротворне организације која помаже старијим људима да задрже своје љубимце.
Њену аутобиографију, Живот у мојим годинама, објавио је издавач Oberon Books у марту 2009. године.

## Филмске улоге
| Година     | Филм                             | Улога                               | Напомена                                                                                               |
| ---------- | -------------------------------- | ----------------------------------- | --- |
| 1952.      | Father's Doing Fine              | Кетрин                              | |
| 1952.      | The Second Mrs. Tanqueray        | Елиен Тенквереј                     | |
| 1953.      | The Cruel Sea                    | Џули Халам                          | |
| 1953.      | The Oracle                       | Шила                                | |
| 1955.      | Simba                            | Мери Крофорд                        | |
| 1955.      | The Ship That Died of Shame      | Хелен Рандал                        | |
| 1956.      | A Town Like Alice                | Џејн Паџет                          | БАФТА за најбољу глумицу у главној улози                                                               |
| 1957.      | The Barretts of Wimpole Street   | Ханриета Барет                      | |
| 1957.      | The Smallest Show on Earth       | Џин Спенсер                         | |
| 1958.      | Carve Her Name with Pride        | Вајлет Сабо                         | номинована за награду– БАФТА за најбољу глумицу у главној улози                                        |
| 1958.      | Passionate Summer                | Џуди Воринг                         | aka Storm Over Jamaica                                                                                 |
| 1959.      | The Wreck of the Mary Deare      | Џенет Тагарт                        | |
| 1961.      | Two Living, One Dead             | Хелен Бергер                        | |
| 1965.      | A Passage to India               | Адела Квестед                       | (телевизија)                                                                                           |
| 1966,      | Born Free                        | Joy Adamson                         | Номинована ѕа награду – Златни глобус за најбољу главну глумицу у играном филму (мјузикл или комедија) |
| 1969.      | Ring of Bright Water             | Мери Мекензи                        | |
| 1969.      | An Elephant Called Slowly        | Џини                                | |
| 1970.      | Waterloo                         | Duchess of Richmond                 | |
| 1972–1973. | The Edwardians                   | Daisy Greville, Countess of Warwick | BBC телевизијска серија                                                                                |
| 1974.      | Swallows and Amazons             | мајка                               | |
| 1974.      | The Gathering Storm              | Клеми Чурчил                        | (телевизија)                                                                                           |
| 1975.      | Cheap in August: Shades of Green | Мери Вотсон                         | Телевизијска серија                                                                                    |
| 1975.      | Beauty and the Beast             | Луси                                | (телевизија)                                                                                           |
| 1977.      | Holocaust 2000                   | Ив Кејн                             | |
| 1977.      | The Disappearance                | Кетрин                              | |
| 1979.      | Julius Caesar                    | Порша                               | (BBC Television Shakespeare)                                                                           |
| 1982.      | Blood Link                       | Жена у свечаној сали                | |
| 1992.      | The Camomile Lawn                | Старија Поли                        | (телевизијска мини серија)                                                                             |
| 1994.      | Staggered                        | Флора                               | |
| 1996.      | September                        | Валојет                             | (телевизија)                                                                                           |
| 1998.      | Sliding Doors                    | Џејмсова мајка                      | |
| 2005.      | A Murder is Announced            | Бел Годелер                         | |
| 2010.      | Love/Loss                        | Мери                                | |
| 2012.      | Leona Calderon                   | Старија британска дама              | [ 24 ]                                                                                                 |
| 2016.      | Golden Years                     | Марта Гуд                           | |
| 2016.      | Ethel & Ernest                   | Домаћица                            | (глас)                                                                                                 |
| 2019.      | Widow's Walk                     | Миртл                               | |

## Дискографија
- Two Faces of Love LP, Gold Star 15-030, 1975. Reissued as Rim RIM 5001, 1979.
- The Love That I Have (Violette)/Homage to Renoir 45 rpm single, Sovereign SOV 125, 1974.
- The Love That I Have/Send in the Clowns 45 rpm single, RIM 002, 1979.